# The Indianapolis Star
The Indianapolis Star is een dagelijkse krant in Indianapolis die sinds 6 juni 1903 wordt gepubliceerd.
De krant begon als een ochtendkrant met twee concurrenten, de  Indianapolis Journal en de Indianapolis Sentinel, welke het uiteindelijk overnam. In 1948 kocht de eigenaar van The Star zijn concurrent, Indianapolis News. In 1999 stopte deze krant met publiceren waardoor The Indianapolis Star als enige grote dagblad overbleef in Indianapolis. The Star werd in 2000 door Gannett overgenomen waardoor de stad geen lokale krant over had.
De krant heeft twee keer de Pulitzer-prijs gewonnen. In 1975 kreeg de krant de prijs vanwege een serie verhalen uit 1974 over corruptie binnen de politie van Indianapolis. In 1991 kreeg het de prijs vanwege een serie verhalen uit 1990 over medische missers.